# Cortocircuito cardíaco

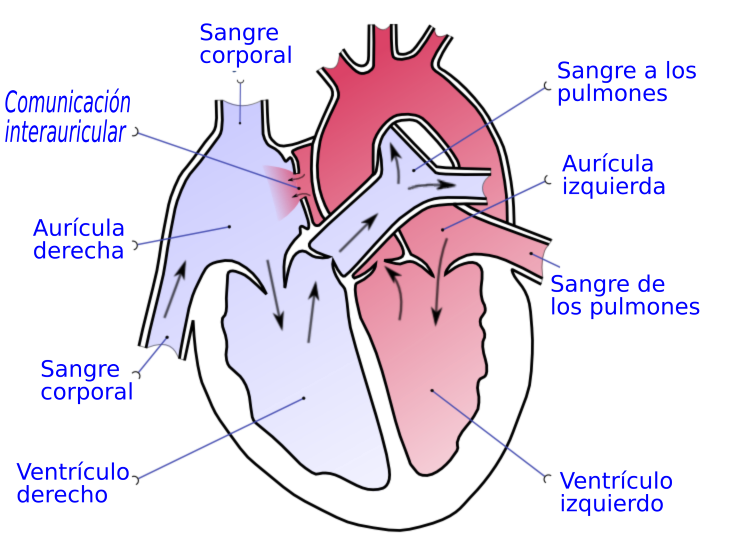
La comunicación interauricular (CIA) es una forma de cardiopatía congénita que permite el flujo sanguíneo entre las aurículas izquierda y derecha a través del tabique interauricular.

Un cortocircuito cardíaco (también llamado shunt cardíaco por su nombre en inglés) es un patrón de flujo sanguíneo en el corazón que se desvía del circuito normal del aparato circulatorio. Puede ser descrito como de derecha a izquierda, de izquierda a derecha o bidireccional, o como sistémico a pulmonar o pulmonar a sistémico. La dirección puede ser controlada por la presión cardíaca izquierda y/o la derecha, una válvula cardíaca biológica o artificial o ambos. La presencia de un cortocircuito también puede afectar la presión cardíaca izquierda y/o derecha tanto de forma beneficiosa como perjudicial.

## Terminología
Los lados izquierdo y derecho del corazón son nombrados desde una vista dorsal, es decir, viendo el corazón desde atrás o desde la perspectiva de la persona a la cual el corazón pertenece. Existen cuatro cámaras en el corazón: una aurícula (superior) y un ventrículo (inferior) tanto del lado izquierdo como del derecho. En mamíferos y aves, la sangre proveniente de la periferia del organismo se dirige primero al lado derecho del corazón. Dicha sangre ingresa en la aurícula derecha, es bombeada hacia el ventrículo derecho y de ahí hacia los pulmones a través de la arteria pulmonar.  La sangre que se dirige a los pulmones constituye la circulación pulmonar. Cuando la sangre regresa al corazón desde los pulmones a través de las venas pulmonares se dirige al lado izquierdo del corazón, ingresando en la aurícula izquierda. La misma es luego bombeada al ventrículo izquierdo y de ahí abandona el corazón dirigiéndose a la periferia del organismo a través de la arteria aorta. Esta es la circulación sistémica. Un cortocircuito cardíaco se da cuando la sangre sigue un patrón que se desvía de la circulación sistémica, es decir, de la periferia del organismo a la aurícula derecha, a los pulmones, de los pulmones a la aurícula izquierda, al ventrículo izquierdo y luego fuera del corazón de regreso a la circulación sistémica.
Un cortocircuito de izquierda a derecha ocurre cuando la sangre del lado izquierdo del corazón pasa al lado derecho. Esto puede darse tanto a través de un agujero en el tabique interventricular o interauricular que divide al corazón derecho del izquierdo como a través de un agujero en las paredes de las arterias que abandonan el corazón, los llamados grandes vasos. Los cortocircuitos de izquierda a derecha ocurren cuando la presión sanguínea sistólica en el corazón izquierdo es más alta que en el corazón derecho, la cual es la condición normal en aves y mamíferos.

## Cortocircuitos congénitos en humanos
Las cardiopatías congénitas más comunes que causan cortocircuitos son los defectos del tabique interauricular, la persistencia del foramen oval, los defectos del tabique interventricular y la persistencia del conducto arterioso. Aislados, estos defectos pueden ser asintomáticos o pueden producir síntomas que varían desde leves a severos, y que pueden tener consecuencias tanto agudas como crónicas. Sin embargo, estos cortocircuitos suelen presentarse en conjunto con otros defectos; en estos casos, pueden seguir siendo asintomáticos, leves o severos, agudos o crónicos, pero también pueden actuar para contrarrestar los síntomas negativos provocados por otro defecto (como en la d-transposición de las grandes arterias).

## Cortocircuitos adquiridos en humanos

### Biológicos
Algunos cortocircuitos adquiridos son modificaciones de cortocircuitos congénitos: una septostomía con balón puede agrandar el foramen oval (si se realiza en un recién nacido), la persistencia del foramen oval o defectos del tabique interauricular; o puede administrarse prostaglandina a un recién nacido para prevenir el cierre el conducto arterioso. También pueden utilizarse tejidos biológicos para construir pasajes artificiales.

### Mecánicos
En algunos casos de cardiopatías congénitas se utilizan cortocircuitos mecánicos como el cortocircuito de Blalock-Taussig para controlar el flujo o la presión de la sangre.